# 廣目天王
廣目天王（羅馬化：Virūpākṣa，毘樓博叉），是佛教的護法「四大天王」之一、「二十諸天」中的第六天王。「廣目」意為能以淨天眼隨時觀察世界，護持人民。住須彌山水晶埵，身為紅色，穿甲冑，負責守護西牛貨洲。廣目天王是那伽龍族，以那伽、富單那為部眾眷屬。

## 形象
身為紅色，穿甲冑，武將造型。在中國民間信仰中，為群龍領袖，故手纏一赤龍（或作赤索），看到有人敵對佛教，即用繩索捉來，使其皈依佛教。
在日本，則是手持筆和經卷。

## 廣目天王信仰
臺灣新北市蘆洲區湧蓮寺之門神採廣目天王及韋陀菩薩二形象。

各寺廟廣目天王塑像
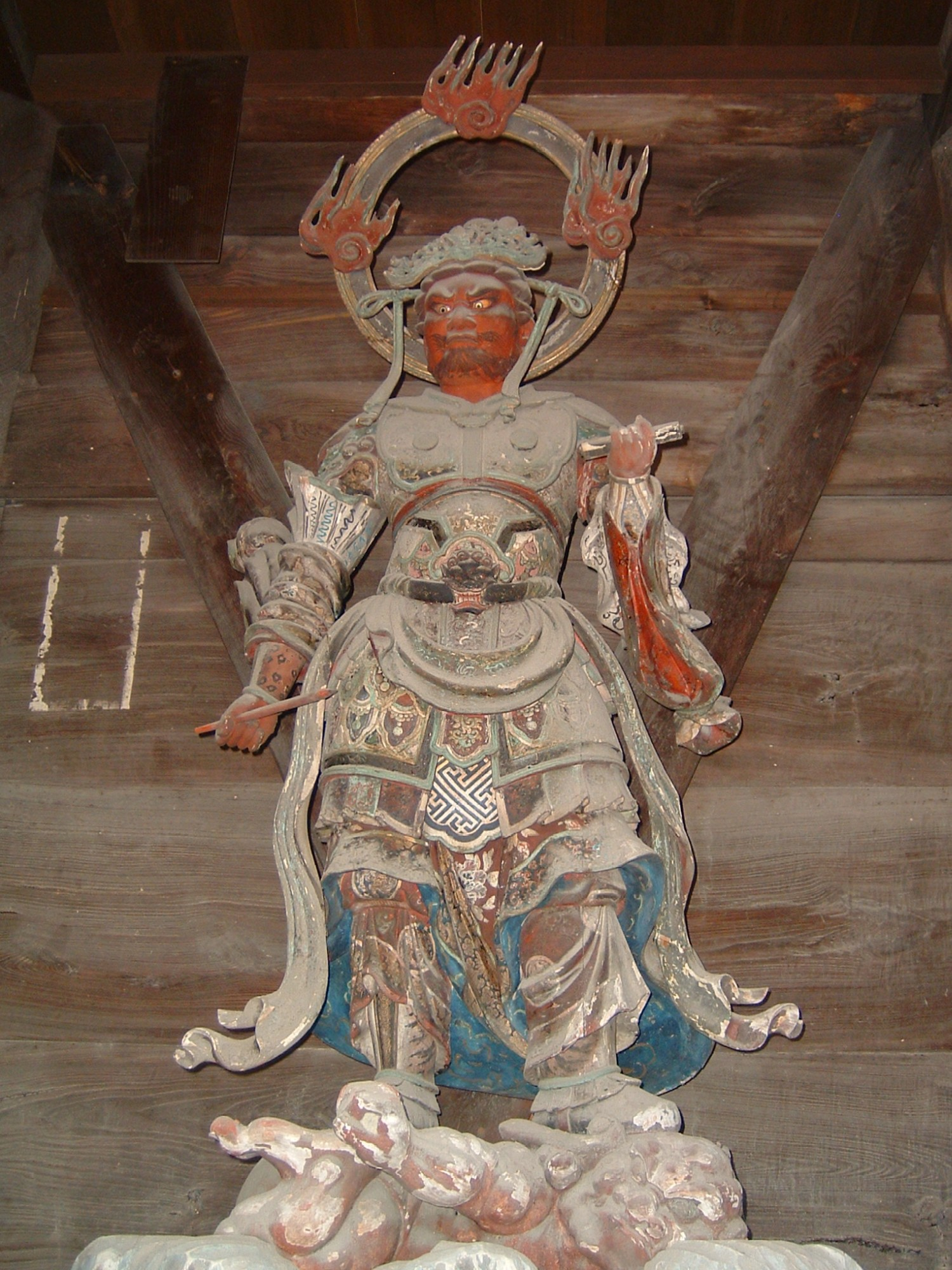
日本時光寺
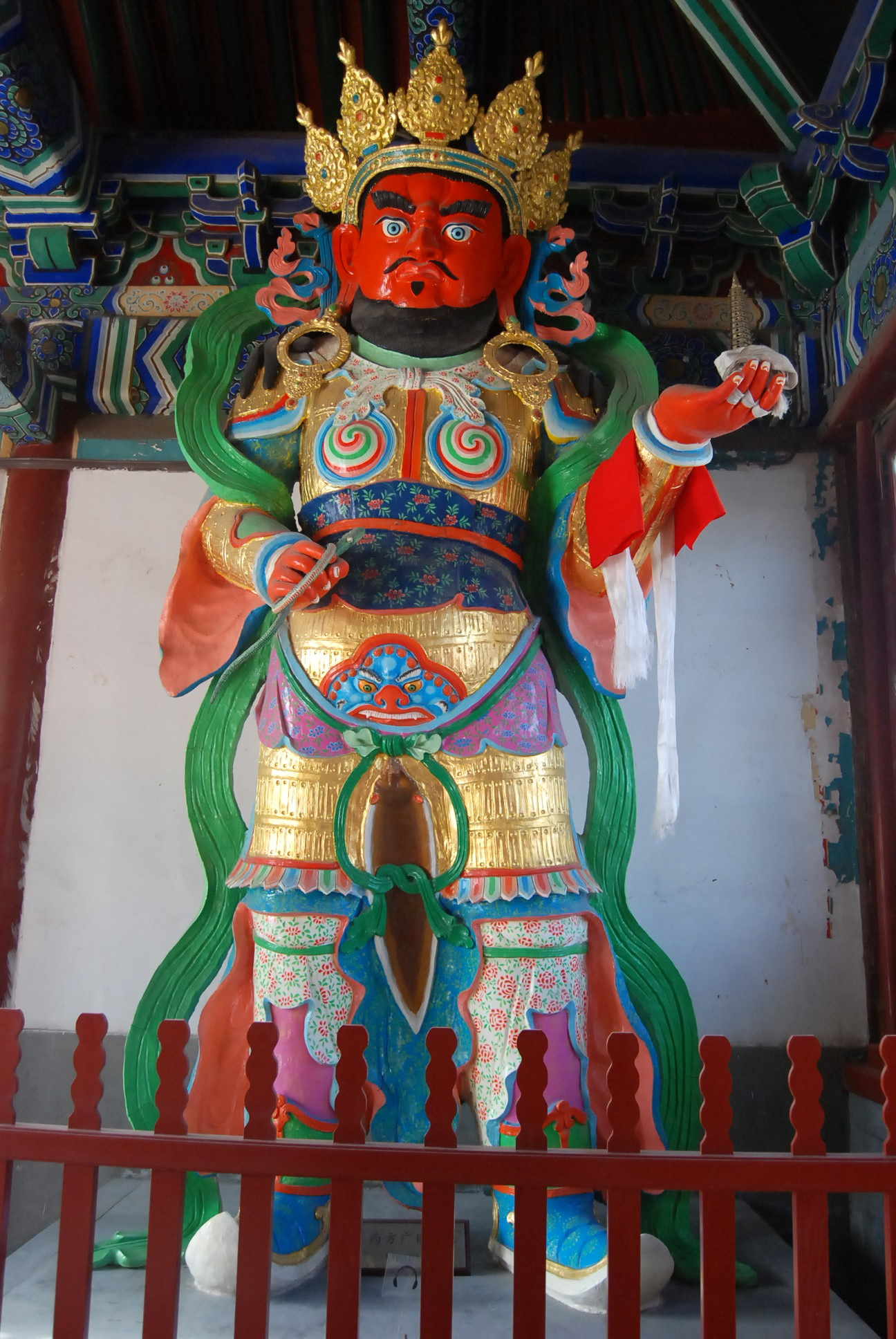
燕京妙应寺
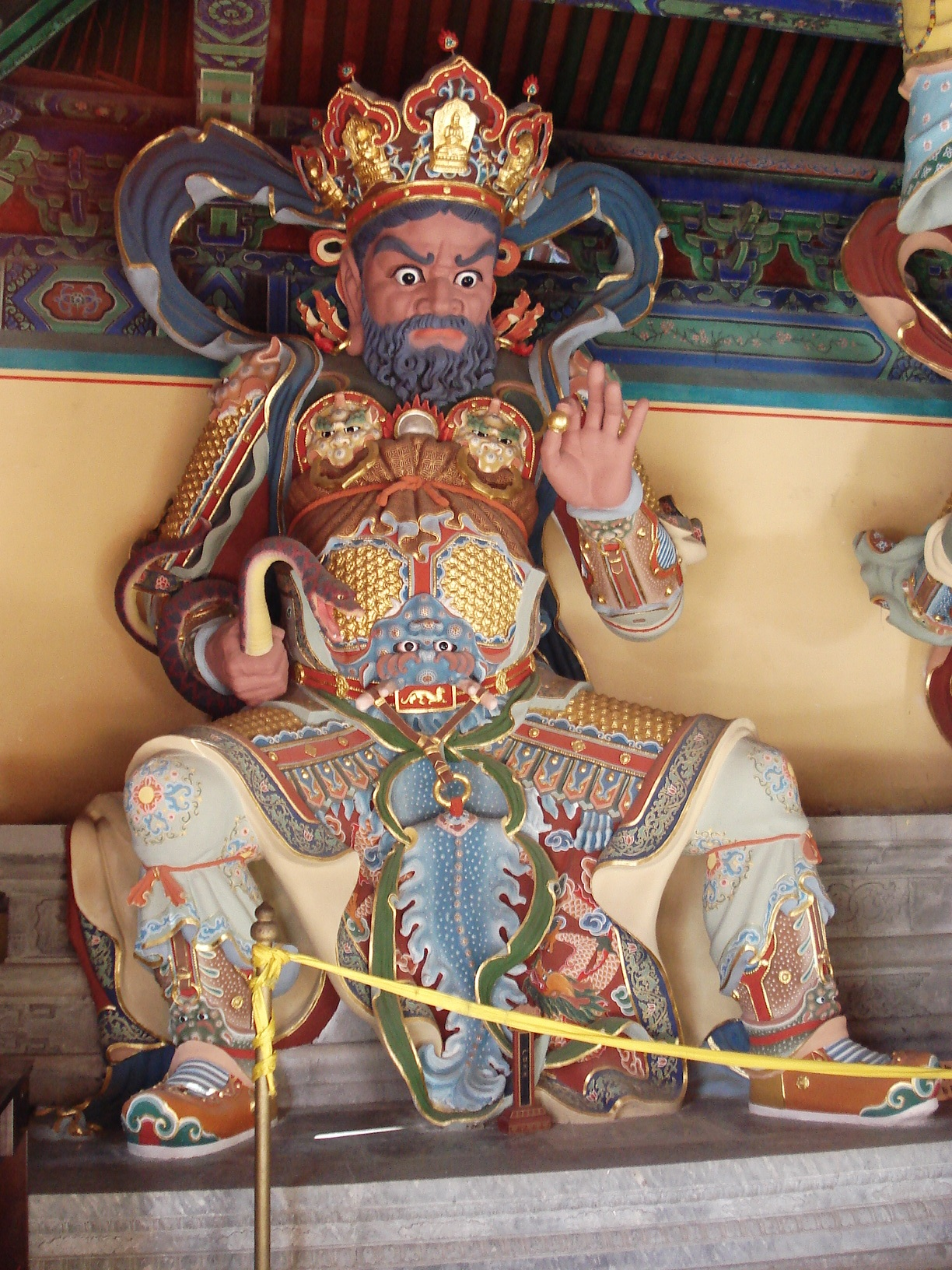
燕京臥佛寺
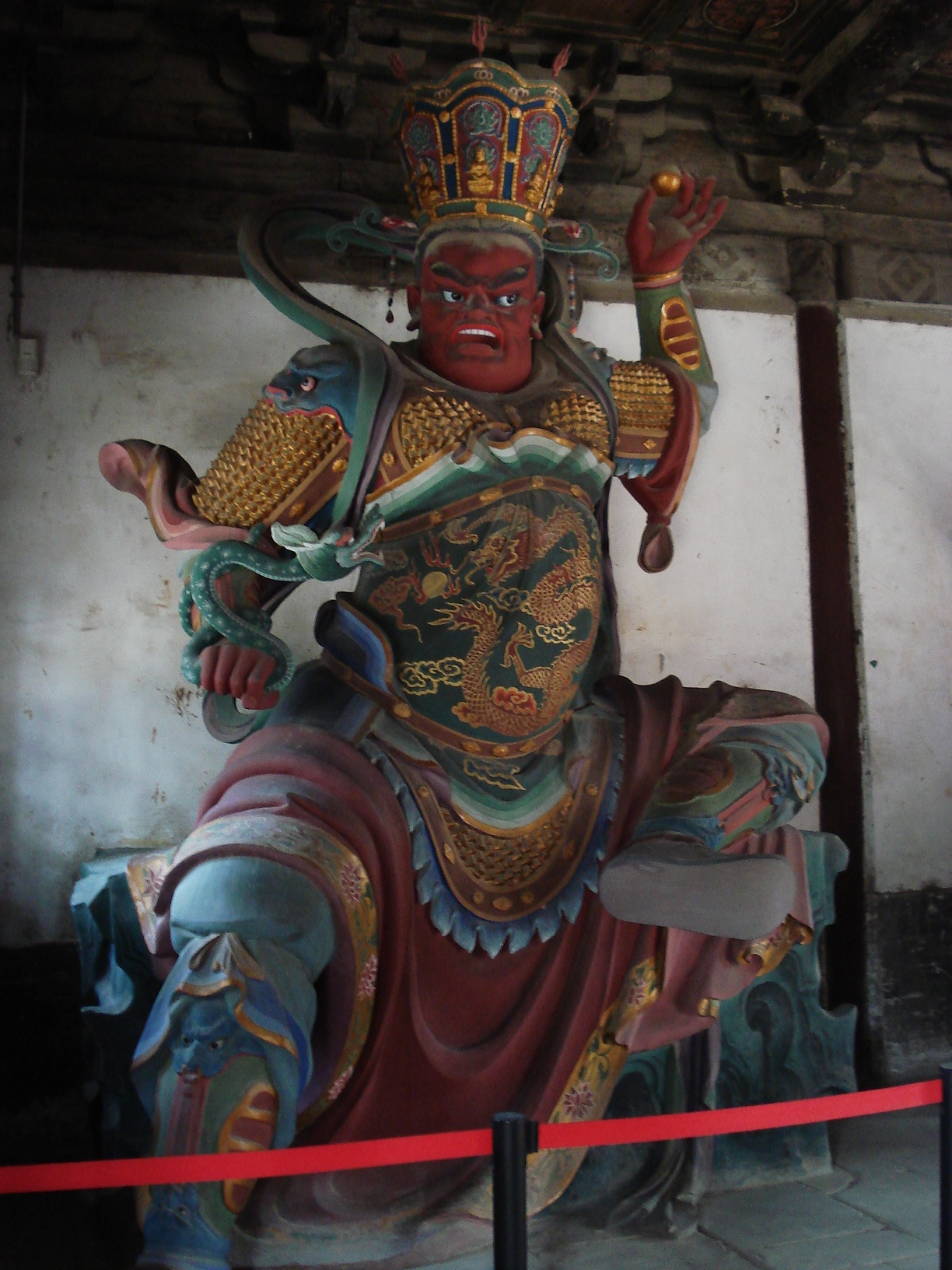
燕京大觉寺
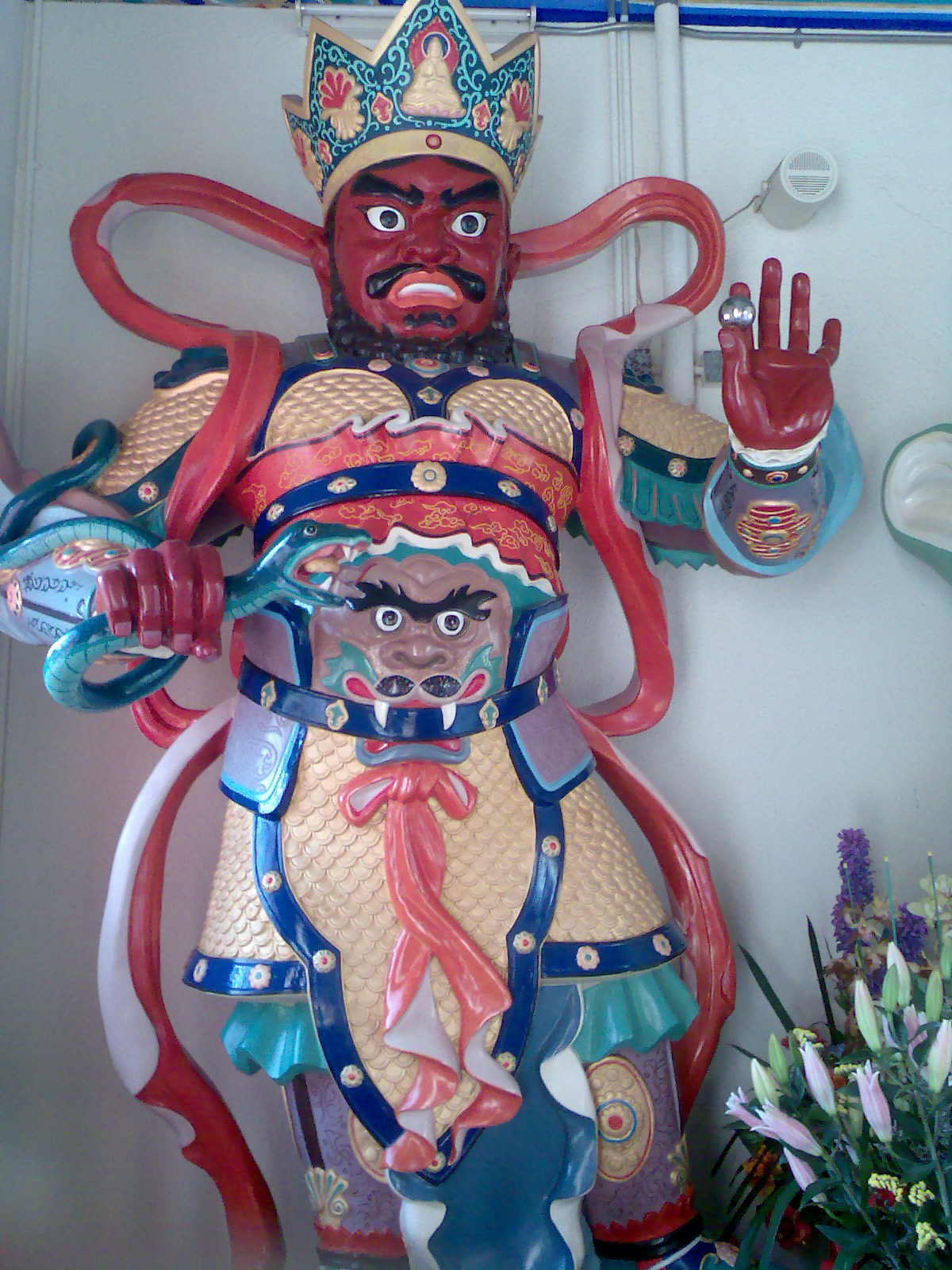
香港西方寺